# Heterophryxus elongatus
Heterophryxus elongatus är en kräftdjursart som beskrevs av Schultz 1977. Heterophryxus elongatus ingår i släktet Heterophryxus och familjen Dajidae.
Artens utbredningsområde är Södra Ishavet. Inga underarter finns listade i Catalogue of Life.